# La tía Tula (pel·lícula)
La tía Tula és una pel·lícula dramàtica espanyola; primer llargmetratge del director Miguel Picazo, inspirat en la novel·la homònima de l'escriptor Miguel de Unamuno. Es va estrenar en 1964 i la van protagonitzar Aurora Bautista i Carlos Estrada.

## Argument
A la mort de la seva germana Rosa, Tula porta a viure a la seva casa al seu cunyat Ramiro i als seus dos nebots. La convivència es fa cada vegada més difícil, pel fet que un pretendent de Tula vol que Ramiro influeixi sobre ella i facilitar així les noces amb la seva cunyada. Però Ramiro se sent inclinat cap a Tula i li proposa contreure matrimoni. Per a buscar una companyia que freni per algun temps les pretensions de Ramiro, Tula marxa amb el seu cunyat i nebots a passar una temporada a casa del seu oncle Pedro, en un poblet pròxim.

## Repartiment
- Aurora Bautista…Tula
- Carlos Estrada…Ramiro
- Enriqueta Carballeira…Juanita
- Irene Gutiérrez Caba…Herminia
- Laly Soldevila…Amalita
- José María Prada..Padre Álvarez
- Mari Loli Cobo…Tulita
- Carlos S. Jiménez…Ramirín
- Julia Delgado Caro
- Montserrat Julió
- Margarita Calahorra
- Paul Ellis

## Palmarès cinematogràfic
Medalles del Cercle d'Escriptors Cinematogràfics de 1964
| Categoria                    | Candidat                | Resultat   |
| ---------------------------- | ----------------------- | ---------- |
| Millor pel·lícula            | La tía Tula             | Guanyadora |
| Millor director              | Miguel Picazo           | Guanyador  |
| Millor actriu de repartiment | Enriqueta Carballeira   | Guanyadora |
| Millor actor de repartiment  | José María Prada        | Guanyador  |
| Millor fotografia            | Juan Julio Baena        | Guanyador  |
| Millor labor musical         | Antonio Pérez Olea      | Guanyador  |
| Millors decorats             | Luis Argüello Ballester | Guanyador  |
| Premi Antonio Barbero        | Luis Argüello           | Guanyador  |

Premis Sant Jordi
| Categoria            | Candidat        | Resultat   |
| -------------------- | --------------- | ---------- |
| Millor pel·lícula    | La tia Tula     | Guanyadora |
| Millor interpretació | Aurora Bautista | Guanyadora |

- Festival Internacional de Cinema de Sant Sebastià 1964
- Premi Sant Sebastià a la millor direcció (Miguel Picazo)
- Premi Perla del Cantàbric al millor llargmetratge de parla hispana